# Sara Montielová
Sara Montielová nebo také Sarita, vlastním jménem María Antonia Alejandra Vicenta Elpidia Isidora Abad Fernándezová (10. března 1928 Campo de Criptana – 8. dubna 2013 Madrid) byla španělská herečka a zpěvačka. Byla označována za „královnu melodramatu“, stala se první španělskou herečkou uznávanou v USA a jednou z nejlépe placených hvězd své doby.
Jako patnáctiletá vyhrála talentovou soutěž společnosti Cifesa a debutovala ve filmu, mezinárodní ohlas měl v roce 1948 její snímek Locura de amor. Od roku 1951 žila v Mexiku. Podařilo se jí uspět také v Hollywoodu, kde byla představitelkou výrazných exotických typů ve westernech Vera Cruz (1954) a Letící šíp (1957). Po návratu do vlasti ztvárnila hlavní role v komerčně úspěšných filmových muzikálech La Violetera (1958) a Varieté (1971). Celkem hrála ve více než padesáti filmech a vydala přes třicet pěveckých alb. Ještě v roce 2009 nazpívala se zpěvačkou Alaskou duet „Absolutamente“. Vystupovala také ve vlastních zájezdových scénických recitálech a televizních show. Dvakrát získala cenu Círculo de Escritores Cinematográficos pro nejlepší herečku a v roce 2010 zlatou medaili Academia de las Artes y las Ciencias Cinematográficas de España.
Byla čtyřikrát vdaná, jejím prvním manželem byl režisér Anthony Mann. Ve své knižní autobiografii se zmínila, že mezi jejími milenci byli Ernest Hemingway, James Dean nebo Severo Ochoa.
Poctou Saritě Montielové je film Pedra Almodóvara Špatná výchova (2004), v němž se za ni převléká hlavní hrdina, jehož hraje Gael García Bernal.

## Filmografie
| Rok  | Název                                                | Role                        | Země                               | Poznámky                                       |
| ---- | ---------------------------------------------------- | --------------------------- | ---------------------------------- | ---------------------------------------------- |
| 1943 | Te Quiero Para Mí                                    | Ana María                   | Španělsko                          | V závěrečných titulcích jako „María Alejandra“ |
| 1944 | Empezó en Boda                                       |                             | Španělsko                          |                                                |
| 1945 | Bambú                                                | Yoyita, hija del gobernador | Španělsko                          |                                                |
| 1945 | Se le Fue el Novio                                   |                             | Španělsko                          |                                                |
| 1945 | El Misterioso Viajero del Clipper                    | Cristina Gutiérrez          | Španělsko                          |                                                |
| 1946 | Por el Gran Premio                                   |                             | Španělsko                          |                                                |
| 1946 | Mariona Rebull                                       | Lula                        | Španělsko                          |                                                |
| 1947 | Don Quijote                                          | Antonia                     | Španělsko                          |                                                |
| 1947 | Alhucemas                                            | María Luisa Pereira         | Španělsko                          |                                                |
| 1948 | Důvěry                                               | Elena                       | Španělsko                          |                                                |
| 1948 | Locura de amor                                       | Aldara                      | Španělsko                          |                                                |
| 1948 | La Mies es Mucha                                     | Guyerati                    | Španělsko                          |                                                |
| 1949 | Utrápené životy                                      |                             | Španělsko                          |                                                |
| 1950 | Pequeñeces...                                        | Monique                     | Španělsko                          |                                                |
| 1951 | Ženské vězení                                        | Dora                        | Mexiko                             |                                                |
| 1951 | Červená zuřivost                                     | María Stevens               | Mexiko / Spojené státy americké    |                                                |
| 1951 | Kapitán Jed                                          | Angustias                   | Španělsko                          |                                                |
| 1952 | Necesito Dinero                                      | María Teresa                | Mexiko                             |                                                |
| 1952 | Přichází Martín Corona                               | Rosario                     | Mexiko                             |                                                |
| 1952 | El Enamorado / Vuelve Martín Corona                  | Rosario                     | Mexiko                             |                                                |
| 1953 | Ona, Lucifer a já                                    | Isabel                      | Mexiko                             |                                                |
| 1953 | Ten muž z Tangeru                                    | Aixa                        | Španělsko / Spojené státy americké |                                                |
| 1953 | Skořicová kůže                                       | Marucha                     | Mexiko / Kuba                      |                                                |
| 1953 | Yo soy gallo dondequiera                             | Rosalia                     | Mexiko                             |                                                |
| 1953 | Reportaje                                            |                             | Mexiko                             | Ve finálním sestřihu se neobjevuje             |
| 1954 | Porque Ya No Me Quieres                              | Rosaura Moreno / Lilia      | Mexiko                             |                                                |
| 1954 | Se solicitan modelos                                 | Rosina                      | Mexiko                             |                                                |
| 1954 | Vera Cruz                                            | Nina                        | Spojené státy americké             |                                                |
| 1955 | Frente al Pecado de Ayer / Cuando se Quiere de Veras | Lucecita                    | Mexiko / Kuba                      |                                                |
| 1955 | Yo no Creo en los Hombres                            | María Caridad Robledo       | Mexiko / Kuba                      |                                                |
| 1956 | Serenáda                                             | Juana Montes                | Spojené státy americké             |                                                |
| 1956 | Kde kruh končí                                       | Isabel                      | Mexiko                             |                                                |
| 1957 | Píseň poslední pochodně                              | Maria Luján                 | Španělsko                          |                                                |
| 1957 | Letící šíp                                           | Žlutý mokasín               | Spojené státy americké             |                                                |
| 1958 | La Violetera                                         | Soledad Moreno              | Španělsko                          |                                                |
| 1959 | Dívka proti Napoleonovi                              | Carmen                      | Španělsko                          |                                                |
| 1960 | Moje poslední tango                                  | Marta Andreu                | Španělsko                          |                                                |
| 1961 | Pecado de amor                                       | Magda Beltrán / Sor Belén   | Španělsko                          |                                                |
| 1962 | Krásná Lola                                          | Lola                        | Španělsko                          |                                                |
| 1962 | Královna Chantecleru                                 | La Bella Charito            | Španělsko                          |                                                |
| 1963 | Casablanca, hnízdo špiónů                            | Teresa Vilar                | Španělsko                          |                                                |
| 1965 | Samba                                                | Belén / Laura Monteiro      | Španělsko / Brazílie               |                                                |
| 1965 | La Dama de Beirut                                    | Isabel Llanos               | Španělsko                          |                                                |
| 1966 | Ztracená žena                                        | Sara Fernán                 | Španělsko                          |                                                |
| 1967 | Tusetská ulice                                       | Violeta Riscal              | Španělsko                          |                                                |
| 1969 | Esa Mujer                                            | Soledad Romero Fuentes      | Španělsko                          |                                                |
| 1971 | La casa de los Martínez                              | Sama sebe                   | Španělsko                          |                                                |
| 1971 | Varieté                                              | Ana Marqués                 | Španělsko                          |                                                |
| 1974 | Cinco Almohadas para una Noche                       | Rosa López / Ana            | Španělsko                          |                                                |
| 1996 | Asaltar los Cielos                                   | Sama sebe                   | Španělsko                          | Dokumentární                                   |
| 2002 | Sara Una Estrella                                    | Sama sebe                   | Španělsko                          | Dokumentární                                   |
| 2002 | Machin, Toda Una Vida                                | Sama sebe                   | Španělsko                          | Dokumentární                                   |
| 2011 | Abrázame                                             | Sara Montiel                | Španělsko                          | Poslední filmová role                          |